# Лесозавод (Мордовия)
Лесозаво́д — посёлок в Ардатовском районе Мордовии. Входит в состав Редкодубского сельского поселения.

## География
Посёлок находится на берегу ручья Чертеж (приток реки Алатырь), на расстоянии 9 км к западу от села Редкодубье, центра сельского поселения, и 14 км к юго-западу от города Ардатов, административного центра района.

## Население
| 2002 | 2010 |
| ---- | ---- |
| 309  | ↘268 |

## Улицы
- ул. Заводская,
- ул. Лесная,
- ул. Молодёжная,
- ул. Центральная.